# Durmín
Durmín (en rus: Дурмин) és un poble (un possiólok) del krai de Khabàrovsk, a l'Extrem Orient de Rússia. El 2018 tenia 727 habitants. Pertany al districte rural de Lazó.